# Distretto di Ropczyce-Sędziszów
Il distretto di Ropczyce-Sędziszów (in polacco powiat ropczycko-sędziszowski) è un distretto polacco appartenente al voivodato della Precarpazia.

## Geografia antropica

### Suddivisioni amministrative
Il distretto comprende 5 comuni.
- Comuni urbano-rurali: Ropczyce, Sędziszów Małopolski
- Comuni rurali: Iwierzyce, Ostrów, Wielopole Skrzyńskie